# Austrálie na Letních olympijských hrách 2012
Austrálii na Letních olympijských hrách v roce 2012 v Londýně reprezentovala výprava 410 sportovců v 23 sportech. Ve výpravě bylo 224 mužů a 186 žen. Reprezentant v jezdectví Andrew Hoy se zúčastnil sedmých olympijských her.

## Medailisté
| Medaile | Jméno | Sport         | Soutěž                                |
| ------- | --- | ------------- | ------------------------------------- |
| Zlato   | Cate Campbellová Alicia Coutts Brittany Elmslie Yolane Kukla* Melanie Schlanger Emily Seebohm* Libby Trickettová* | Plavání       | Ženy štafeta 4 × 100 m volný styl     |
| Zlato   | Tom Slingsby | Jachting      | Muži Laser class                      |
| Zlato   | Anna Meares | Cyklistika    | Ženy sprint                           |
| Zlato   | Sally Pearsonová | Atletika      | Ženy 100 m překážek                   |
| Zlato   | Iain Jensen Nathan Outteridge | Jachting      | Muži 49er class                       |
| Zlato   | Jacob Clear David Smith Tate Smith Murray Stewart | Kanoistika    | Muži K4 1000 m                        |
| Zlato   | Malcolm Page Mathew Belcher | Jachting      | Muži 470 class                        |
| Stříbro | Christian Sprenger | Plavání       | Muži 100 m prsa                       |
| Stříbro | Emily Seebohm | Plavání       | Ženy 100 m znak                       |
| Stříbro | Alicia Coutts | Plavání       | Ženy 200 m jednotlivci polohový závod |
| Stříbro | Kate Hornseyová Sarah Taitová | Veslování     | Ženy dvojka bez kormidelníka          |
| Stříbro | James Magnussen | Plavání       | Muži 100 m volný styl                 |
| Stříbro | Angie Bainbridge* Bronte Barratt Alicia Coutts Brittany Elmslie* Blair Evans* Jade Neilsen* Kylie Palmer Melanie Schlanger | Plavání       | Ženy štafeta 4 x 200 m volný styl     |
| Stříbro | Jessica Foxová | Kanoistika    | Ženy slalom K1                        |
| Stříbro | Kim Crowová Brooke Pratleyová | Veslování     | Ženy dvojskif                         |
| Stříbro | Jack Bobridge Rohan Dennis Michael Hepburn Glenn O'Shea | Cyklistika    | Muži družstvo pursuit                 |
| Stříbro | James Chapman Drew Ginn Joshua Dunkley-Smith William Lockwood | Veslování     | Muži čtyřka bez kormidelníka          |
| Stříbro | Alicia Coutts Brittany Elmslie* Leisel Jonesová Melanie Schlanger Emily Seebohm | Plavání       | Ženy štafeta 4 x 100 m polohový závod |
| Stříbro | Mitchell Watt | Atletika      | Muži skok do dálky                    |
| Stříbro | Brittany Broben | Skoky do vody | Ženy věž 10 m                         |
| Stříbro | Sam Willoughby | Cyklistika    | Muži BMX                              |
| Stříbro | Jared Tallent | Atletika      | Muži chůze 50 km                      |
| Stříbro | Olivia Price Nina Curtis Lucinda Whitty | Jachting      | Třída Elliott 6 m                     |
| Bronz   | Alicia Coutts | Plavání       | Ženy 100 m motýlek                    |
| Bronz   | Bronte Barratt | Plavání       | Ženy 200 m volný styl                 |
| Bronz   | Kaarle McCulloch Anna Meares | Cyklistika    | Ženy družstvo sprint                  |
| Bronz   | Karsten Forsterling James McRae Chris Morgan Daniel Noonan | Veslování     | Muži párová čtyřka                    |
| Bronz   | Erin Densham | Triatlon      | Ženy                                  |
| Bronz   | Kim Crowová | Veslování     | Ženy skif                             |
| Bronz   | Tommaso D'Orsogna* James Magnussen Brenton Rickard* Christian Sprenger Hayden Stoeckel Matt Targett | Plavání       | Muži štafeta 4 × 100 m polohový závod |
| Bronz   | Shane Perkins | Cyklistika    | Muži sprint                           |
| Bronz   | Annette Edmondsonová | Cyklistika    | Ženy omnium                           |
| Bronz   | Victoria Brown Gemma Beadsworth Sophie Smith Holly Lincoln-Smith Jane Moran Bronwen Knox Rowena Webster Kate Gynther Glencora Ralph Ashleigh Southern Melissa Rippon Nicola Zagame Alicia McCormack                              | Vodní pólo    | Ženy                                  |
| Bronz   | Mark Knowles Jamie Dwyer Liam de Young Simon Orchard Glenn Turner Chris Ciriello Matthew Butturini Russell Ford Eddie Ockenden Joel Carroll Matthew Gohdes Tim Deavin Matthew Swann Nathan Burgers Kieran Govers Fergus Kavanagh | Pozemní hokej | Turnaj mužů                           |
| Bronz   | Lauren Jacksonová Jenna O'Hea Samantha Richards Jennifer Screen Abby Bishop Suzy Batkovic Kathleen MacLeod Kristi Harrower Laura Summerton Belinda Snell Rachel Jarry Liz Cambage                                                | Basketbal     | Turnaj žen                            |